# Torneo a doppia eliminazione

Un esempio di torneo a doppia eliminazione

Un torneo a doppia eliminazione è un tipo di torneo a eliminazione in cui un partecipante viene eliminato dopo avere perso due partite (o due turni di più partite). Risulta in contrasto con un torneo a eliminazione diretta, in cui una sola sconfitta comporta l'eliminazione.
Normalmente in un torneo a doppia eliminazione si suddividono i concorrenti in due gironi dopo il primo turno: i vincitori del primo turno procedono nel "girone dei vincitori" (da qui in poi "girone W"); i perdenti accedono invece al "girone dei perdenti" (da qui in poi "girone L"). I due gironi, presi singolarmente, sono due tornei a eliminazione diretta; il girone L ha la peculiarità di ospitare in ogni turno dei nuovi giocatori (che sono stati eliminati dal girone W).
Il torneo si conclude con una sfida tra i vincitori dei due gironi. Per vincere il torneo, il vincitore del girone L deve trionfare per due volte consecutive contro il vincitore del girone W, mentre a questi basta una sola vittoria. Contando le sconfitte, vince il torneo l'unico giocatore che ha perso al più una volta.